# Лепіота червонопластинчаста
Лепіота червонопластинчаста (Leucoagaricus leucothites (Vittad.) Wasser) — гриб з родини печерицевих. Місцеві назви: парасолька гладка, ковпак рожевопластинчастий.

## Будова
Шапка 3-10 см у діаметрі, товстом'ясиста, дзвоноподібна, потім опуклорозпростерта, кремово-біла, іноді у центрі жовтувата, гола, шовковисто-матова, зрідка тонкоповстиста. Пластинки білі, широкі, з віком рожевуваті. Спорова маса рожевувата. Спори 7-9,5 Х 4,5-6 мкм, безбарвні, еліпсоподібні. Ніжка висотою 5-10 см та 1-1,5(2) см в діаметрі, в основі потовщена, булавоподібна, біла, гола, шовковиста, з пухою серцевиною, з вузьким нестійким кільцем. М'якуш білий, зі слабким приємним грибним смаком та запахом.

## Життєвий цикл
Росте у липні — серпні. 

## Поширення та середовище існування
Зустрічається по всій Україні. Росте у мішаних лісах, на галявинах, узліссях, у садах, парках, на полях, луках, пасовищах. Надає перевагу багатим гумусом ґрунтам.

## Практичне використання
Добрий їстівний гриб (форма жовтіюча — неїстівна). Використовують свіжим.